# راي كارني
راي كارني (بالإنجليزية: Ray Carney)‏ هو صحفي وناقد سينمائي أمريكي، ولد في 28 فبراير 1947.

## وصلات خارجية
- راي كارني على موقع IMDb (الإنجليزية)